# 索尔·扎恩兹
索尔·扎恩兹（英语：Saul Zaentz，1921年2月28日—2014年1月3日），生于美国新泽西州，犹太人，美国电影编剧、监制，三度获得奥斯卡最佳影片奖。
扎恩兹的电影事业製作生涯，主要是從清水樂團原先賺取的收益開始，其特點是对小说作品致力改编的精神。扎恩兹是一位多產的讀者，通常不會製作原創劇本。他最後的作品，《哥雅畫作下的女孩(又譯：戈雅之魂)》是一個例外，由尚－克勞・凱立瑞和米洛斯·福曼(Miloš Forman)所創作。
1970年开始涉足于电影制作领域；1975年，他与迈克尔·道格拉斯联合制片电影《飞越疯人院》；后购买到《魔戒》和《霍比特人》的改编版权，并制作了电影《指环王》。之后他还进行大量电影制作，代表作有《莫扎特传》、《布拉格之恋》、《英国病人》、《哥雅畫作下的女孩》等。